# Liste der Kulturdenkmäler in Orfgen
In der Liste der Kulturdenkmäler in Orfgen sind alle Kulturdenkmäler der rheinland-pfälzischen Ortsgemeinde Orfgen aufgelistet. Grundlage ist die Denkmalliste des Landes Rheinland-Pfalz (Stand 4. Mai 2023).

## Einzeldenkmäler
| Bezeichnung | Lage                    | Baujahr         | Beschreibung                                                                | Bild |
| ----------- | ----------------------- | --------------- | --------------------------------------------------------------------------- | ---- |
| Wohnhaus    | Orfgen, Höllburg 8 Lage | 18. Jahrhundert | stattliches Fachwerkhaus einer Hofanlage, teilweise massiv, 18. Jahrhundert | BW   |
| Quereinhaus | Hahn, Nr. 7 Lage        | um 1700         | ehemaliges Fachwerk-Quereinhaus (?), teilweise massiv, um 1700              | BW   |